# 麻生ゆり
麻生 ゆり（あそう ゆり、11月18日 - ）は、日本プロ麻雀協会に所属する競技麻雀の女流プロ雀士。大阪府出身。大阪大学法学部卒業。

## 人物
- 雀士としてのキャッチフレーズは「ホワイトリリィ」[3]あるいは「プリンセスリリィ」[4]となっている。食事が好きなことから「もぐもぐハムスター」という愛称も用いられる[5]。
- 趣味は菓子作りで、特技は長時間睡眠すること[1]。

## 主な獲得タイトル・実績
- 第4回関西女流スプリント準優勝・第6回関西女流スプリント4位[6]
- 第7回ウェスタンチャンピオンシップ優勝[1][6]
- プリンセスリーグ2018 優勝[7]
- プリンセスリーグ2019 3位[8]